# Tonica
Tonica – wieś w Stanach Zjednoczonych, w stanie Illinois, w hrabstwie LaSalle.